# Андива
Анди́ва (лат. Andiva ivantsovi) — представитель вендской биоты, которого считают билатеральным трипобластом. Единственный вид в роде Andiva. Окаменелые остатки найдены на Зимнем берегу Белого моря (Россия) ещё в 1977 году, но описаны российским палеонтологом Михаилом Федонкиным только в 2002 году. Андива жила примерно 555 миллионов лет назад, её окаменелости найдены также в Южной Австралии. Все известные экземпляры представлены внешними окаменелыми матрицами.

## Описание
Андива была длиной 6—10 сантиметров и шириной 4—5,5 сантиметров, имела двустороннюю симметричную форму, расширяясь на переднем крае и сужаясь на заднем. Передняя часть несла ровную «бахрому», за которой следовала ребристая поверхность, напоминающая «стёганое одеяло» из узких, плотно упакованных камер. Расположение рёбер указывает на скользящую симметрию — такую, в которой соответствующие сегменты на левой и правой сторонах чередуются. Эта особенность характерна для других форм, относящихся к проартикулятам.
Первоначальная реконструкция, предложенная Федонкиным, предполагала, что ребристая поверхность представляет собой выпуклый тонкий панцирь из хитиноподобного неминерализованного вещества, защищавшего животное во время «ползания или скольжения» по морскому дну. В той же реконструкции гладкая зона считалась отпечатком мягких тканей под спинным панцирем.
Окаменелости, принадлежащие виду, нередко встречаются вместе с фоссилиями других представителей вендской биоты: дикинсонией, ёргией, кимбереллой, брахиной, парванкориной, трибрахидиумом и другими.
В окаменелостях андивы и дикинсоний, найденных в Лямце Ильёй Бобровским и др. из Национального университета Австралии в Канберре, обнаружены органические вещества (насыщенные производные стерана и моноароматические стероиды), в которые превращаются в процессе фоссилизации эукариотические стеролы — компоненты клеточных мембран эукариот. В ископаемых дикинсониях были найдены в основном стеролы с углеродным скелетом, содержащим 27 атомов углерода (холестероиды, C27), характерные для организмов многоклеточных животных, тогда как грибы и лишайники содержат C28 (эргостероиды), зелёные водоросли — C29 (стигмастероиды), а крупные протисты — смесь C27, C28, C29 (некоторые также C30); этот анализ подтвердил гипотезу о принадлежности дикинсоний и андивы к царству животных.

## Систематика
Морфологически андива наиболее близко напоминает Ovatoscutum, Chondroplon и, более отдаленно, дикинсонию. Помимо этого, андиву сравнивали с проартикулятами Archaeaspinus и Cyanorus.
Ержи Дзик причисляет андиву к Dipleurozoa, с Chondroplon в качестве ближайшего родственника, отдалённой от дикинсонии и приближённой к ёргии, прекембридиумом, Archaeaspinus и вендией, поскольку все они имели правосторонне-согнутую дорсальную медиальную камеру.